# Ksar Hellal
Ksar Hellal (arabe : قصر هلال) est une ville du Sahel tunisien située à une vingtaine de kilomètres au sud-est de Monastir, quelques kilomètres au sud de la bourgade littorale de Lamta.
Rattachée administrativement au gouvernorat de Monastir, elle constitue une municipalité qui compte 49 376 habitants en 2014. Cette dernière a été créée le 23 septembre 1948.

## Géographie
La ville de Ksar Hellal est délimitée par Sayada à l'est, de Moknine au sud, Touza à l'ouest ainsi que Lamta, Bouhjar, Bennane et Bodheur au nord.
|                    | Lamta / Bouhjar |        |
| Ksibet el-Médiouni | Ksar Hellal     | Sayada |
|                    | Moknine         |        |

## Toponymie
La fondation de la ville renverrait à la geste hilalienne selon l'archéologue M'hamed Hassine Fantar qui relève la présence des noms Zoghba et Marâa sur place.

## Histoire

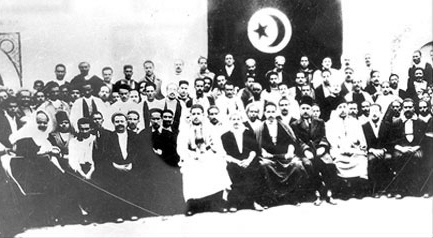
Délégués au congrès du Néo-Destour à Ksar Hellal en 1934.

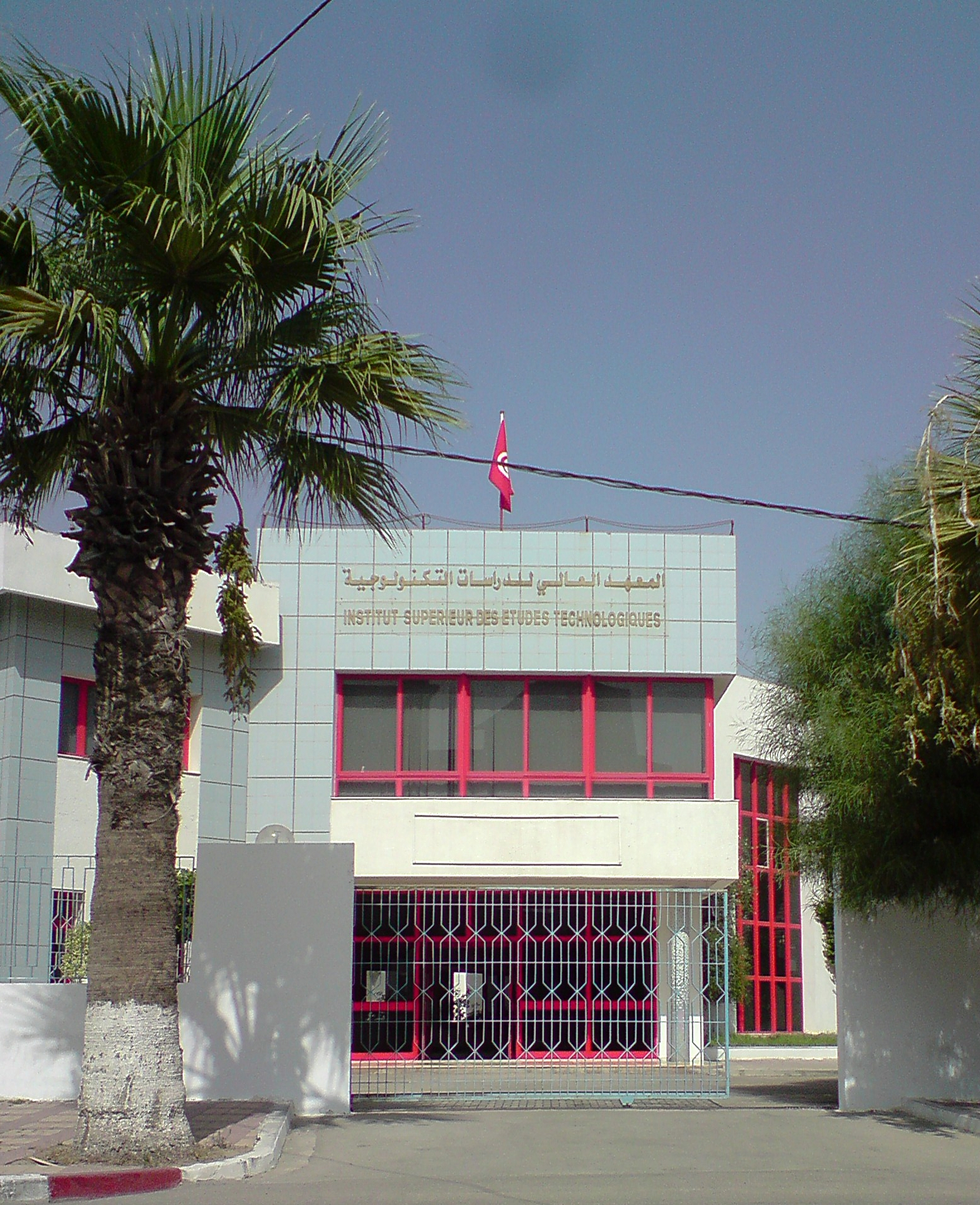
Vue de la façade principale de l'Institut supérieur des études technologiques de Ksar Hellal.

Le 2 mars 1934, Ksar Hellal entre dans l'histoire de la Tunisie. C'est en effet ici, dans la maison de l'un de ses proches, le notable Ahmed Ayed, que Habib Bourguiba tient le congrès fondateur du Néo-Destour qui mènera la lutte pour l'indépendance du pays.
Une statue à l'effigie de Bourguiba est toujours présente au centre pour commémorer cet événement.

## Éducation
Outre les nombreuses écoles d'enseignement primaire, les collèges et les lycées du secondaire, la ville dispose d'un établissement d'enseignement supérieur ; l'Institut supérieur des études technologiques de Ksar Hellal, fondé le 24 avril 1995, dont la formation est essentiellement orientée vers l'industrie du textile-habillement, l'industrie chimique et le commerce, au vu de la domination de ces activités dans la région.

## Économie
Ses principales activités économiques sont le commerce (450 entreprises) et l'industrie textile (155 entreprises employant environ 4 700 employés dont une importante usine de confection de tissus denim). Deux usines Aubade, implantées en 1995, emploient 550 personnes.
Le salaire moyen des ouvrières du textile (80 % sont des femmes) est de 137 euros pour 48 heures par semaine ; leur taux de syndicalisation est très faible (5-6 %) et les entorses à la législation du travail fréquentes.

## Santé

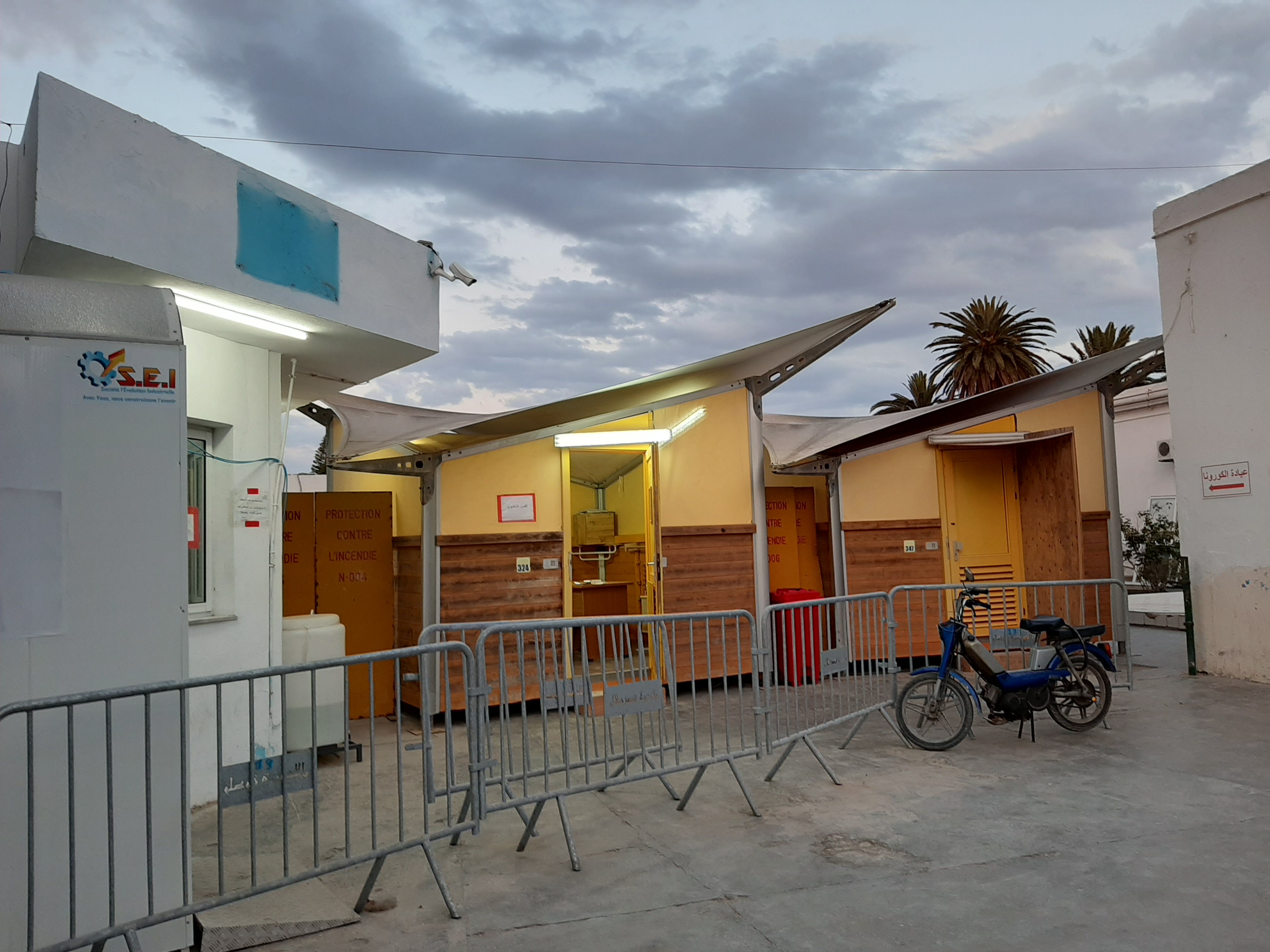
Hôpital de Ksar Hellal pendant la pandémie de Covid-19.

La ville de Ksar Hellal est desservie par l'hôpital régional Haj-Ali-Soua.